# Altfranken
Altfranken ist eine Ortschaft der sächsischen Landeshauptstadt Dresden.

## Lage
Die Ortschaft Altfranken liegt im Westen Dresdens zwischen Gompitz und der Freitaler Ortschaft Pesterwitz. Gemeinsam mit Gompitz bildet sie den statistischen Stadtteil Gompitz/Altfranken und innerhalb dessen den statistischen Bezirk 998 Altfranken.

## Geschichte

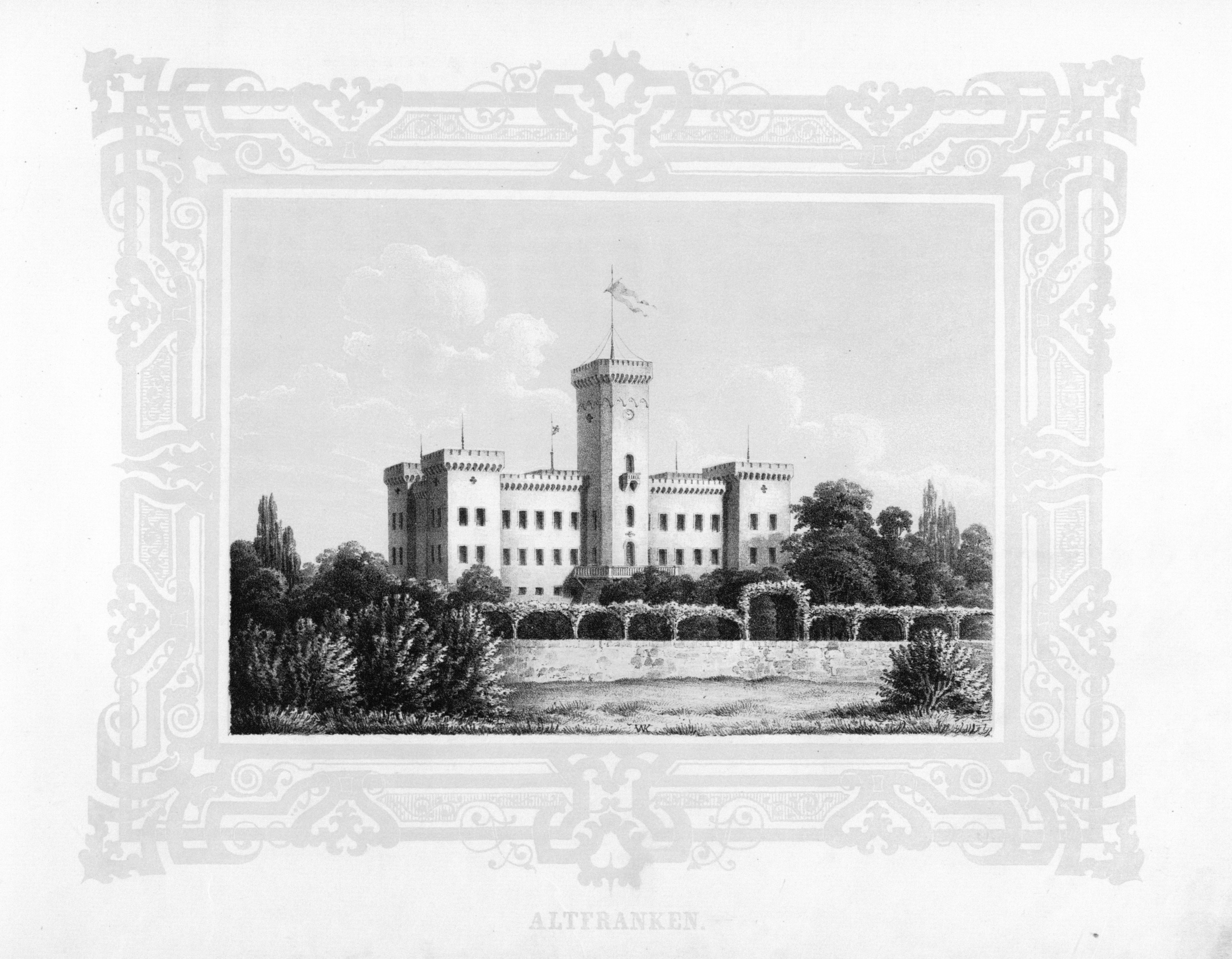
Schloss Altfranken

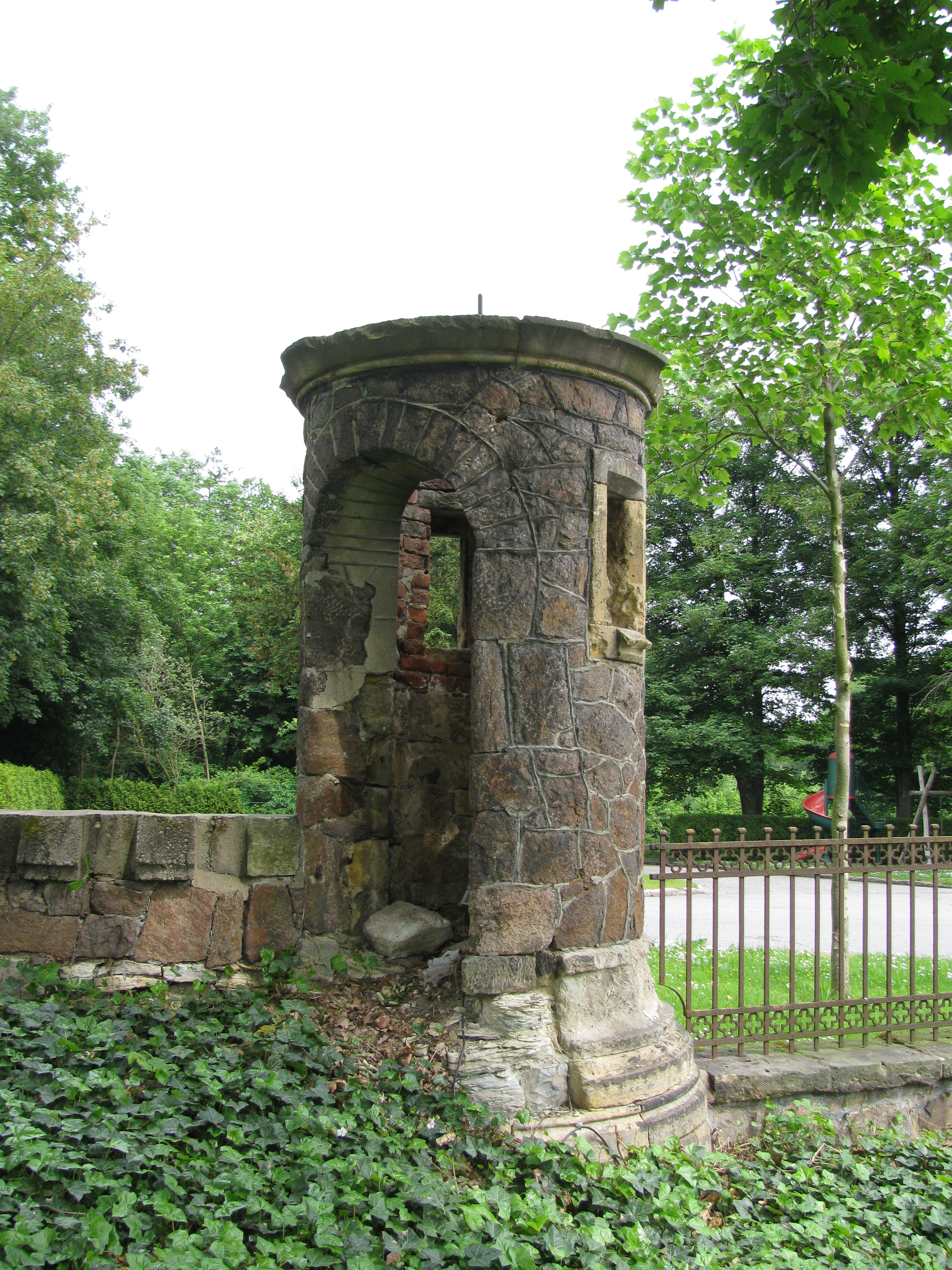
Reste der Toranlage des 1939 abgerissenen Altfrankener Schlosses

Erstmals urkundlich erwähnt wurde Altfranken als Aldin Vrankin in einer Urkunde von 1311 als Besitz des Domstifts Meißen. Der Ortsname bedeutet „Siedlung zu den alten Franken“, steht also entweder in Bezug zum Stammesnamen der Franken, was die vermutete Gründung durch fränkische Siedler nahelegt, oder leitet sich vom Personennamen „Frank(e)“ ab. Vermutet wird eine Beziehung zu der anhand von Flurnamen angenommenen Wüstung Franken zwischen Possendorf und Golberode.
Seit 1655 gehörte das Dorf dann zum Amt Dresden. Am 1. Januar 1997 wurde das zuvor selbständige Altfranken schließlich als erster Ort des Umlandes von Dresden als Stadtteil eingemeindet.
Das neogotische Schloss Altfranken wurde bis 1852 errichtet, Bauherr war Graf Johann Wilhelm Heinrich von Luckner (1805–1865). Hier lebten die Grafen von Luckner. Der Schlosspark umfasste vier Hektar. 1938 wurde das heruntergekommene Anwesen an die Nazis verkauft, die es 1939/40 abrissen. Zum Bau einer stattdessen geplanten HJ-Schule kam es kriegsbedingt nicht. Bis 2024 wurde das Gebäude von Investor Rudolf Kimmerle als Luxushotel im italienischen Stil mit 43 Zimmern und einem Aussichtsturm weitgehend originalgetreu neu errichtet und 2025 eröffnet.

## Politik
| Ortschaftsratswahl Altfranken 2024Wahlbeteiligung: 83,7 % 706050403020100 68,5 %17,9 %13,6 % FWAaSPDFWAnmerkungen:a Freie Wählervereinigung Altfranken | Sitzverteilung im Ortschaftsrat Altfranken seit 2019Insgesamt 6 Sitze - FWA: 4 - SPD: 1 - FW: 1 |

## Wirtschaft
Hauptsächlich ernährten der Obstanbau und die Schafzucht die Bewohner des Dorfes im Mittelalter und der frühen Neuzeit. Heute sind in Altfranken ein Möbelhaus, ein Autohaus und ein Hotel ansässig. Ansonsten ist die wirtschaftliche Bedeutung Altfrankens heute gering. Die Einwohner arbeiten größtenteils in Dresden und Freital.

## Verkehr

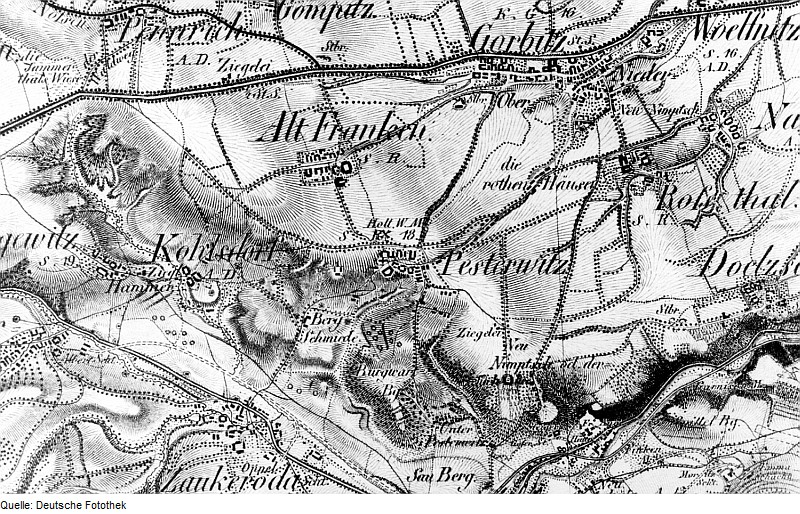
Karte von Altfranken 1821

Altfranken ist gekennzeichnet durch zwei wichtige Verkehrswege: der B 173 und der A 17.
Die A 17 führt direkt durch Altfranken, was allerdings durch den Tunnel Altfranken etwas abgemildert wird. Durch den Bau des Tunnels wurde eine weit sichtbare Schneise in den Luckner-Park gelegt, die inzwischen wieder mit Bäumen und Sträuchern bepflanzt wurde.
Regelmäßige Busverbindungen bestehen mit der DVB-Linie 90 in das Stadtzentrum von Dresden.
Am 29. November 2008 wurde die Neubaustrecke (Linie 7) der Straßenbahn Dresden vom Betriebshof Gorbitz über Altfranken/Gompitz nach Pennrich in Betrieb genommen.

## Entwicklung der Einwohnerzahl

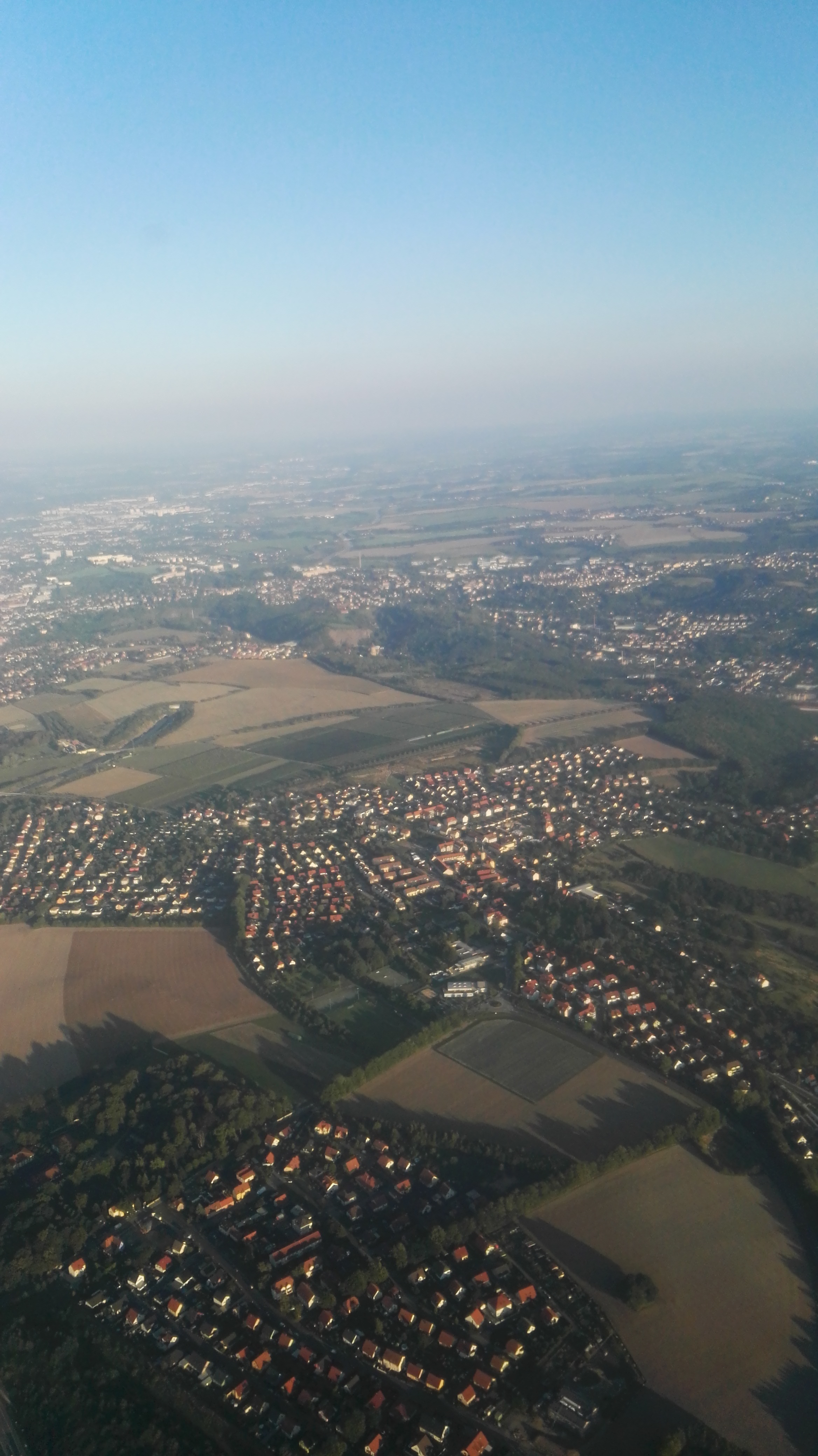
Luftbild von Altfranken im Vordergrund (Pesterwitz in der Bildmitte)

| Jahr    | Einwohner                    |
| ------- | ---------------------------- |
| 1552    | 8 besessene Mann, 4 Inwohner |
| 1764    | 8 besessene Mann             |
| 1814–28 | 81                           |
| 1834    | 266                          |
| 1849    | 325                          |
| 1852    | 308                          |
| 1855    | 406                          |
| 1858    | 409                          |
| 1861    | 385                          |
| 1863    | 406                          |
| 1867    | 335                          |
| 1871    | 375                          |
| 1875    | 319                          |
| 1880    | 267                          |
| 1885    | 283                          |
| 1890    | 256                          |
| 1895    | 280                          |
| 1910    | 283                          |
| 1925    | 262                          |
| 1939    | 351                          |
| 1946    | 353                          |
| 1950    | 321                          |
| 1964    | 280                          |

| Jahr | Einwohner |
| ---- | --------- |
| 1990 | 187       |
| 1991 | 272       |
| 1992 | 226       |
| 1993 | 215       |
| 1994 | 278       |
| 1995 | 303       |
| 1996 | 388       |
| -    | -         |
| 1998 | 738       |
| -    | -         |

| Jahr | Einwohner |
| ---- | --------- |
| 2000 | 1.023     |
| 2001 | 1.050     |
| 2002 | 1.071     |
| 2003 | 1.093     |
| 2004 | 1.097     |
| 2005 | 1.131     |
| 2006 | 1.099     |
| 2007 | 1.107     |
| 2008 | 1.139     |
| 2009 | 1.137     |

| Jahr | Einwohner |
| ---- | --------- |
| 2010 | 1.117     |
| 2011 | 1.115     |
| 2012 | 1.129     |
| 2013 | 1.116     |
| 2014 | 1.121     |
| 2015 | 1.118     |
| 2016 | 1.120     |
| 2017 | 1.118     |

## Söhne und Töchter
- Heinrich Klemm (1819–1886), deutscher Verleger